# Snäcksäckspinnare
Snäcksäckspinnare (Apterona helicoidella) är en fjärilsart som först beskrevs av Jean Nicolas Vallot 1827.  Snäcksäckspinnare ingår i släktet Apterona, och familjen säckspinnare. Arten är reproducerande i Sverige.